# Rebel·lió de Glyndŵr
La rebel·lió de Glyndŵr va ser una rebel·lió gal·lesa liderada per Owain Glyndŵr contra el Regne d'Anglaterra durant la Baixa Edat Mitjana. Durant l'apogeu de la rebel·lió entre 1403 i 1406, Owain va exercir el control de la majoria de Gal·les després de capturar diversos dels castells anglesos més poderosos del país, i va formar un parlament a Machynlleth. La revolta va ser l'última manifestació important de la independència de Gal·les abans de l'annexió de Gal·les a Anglaterra el 1543.

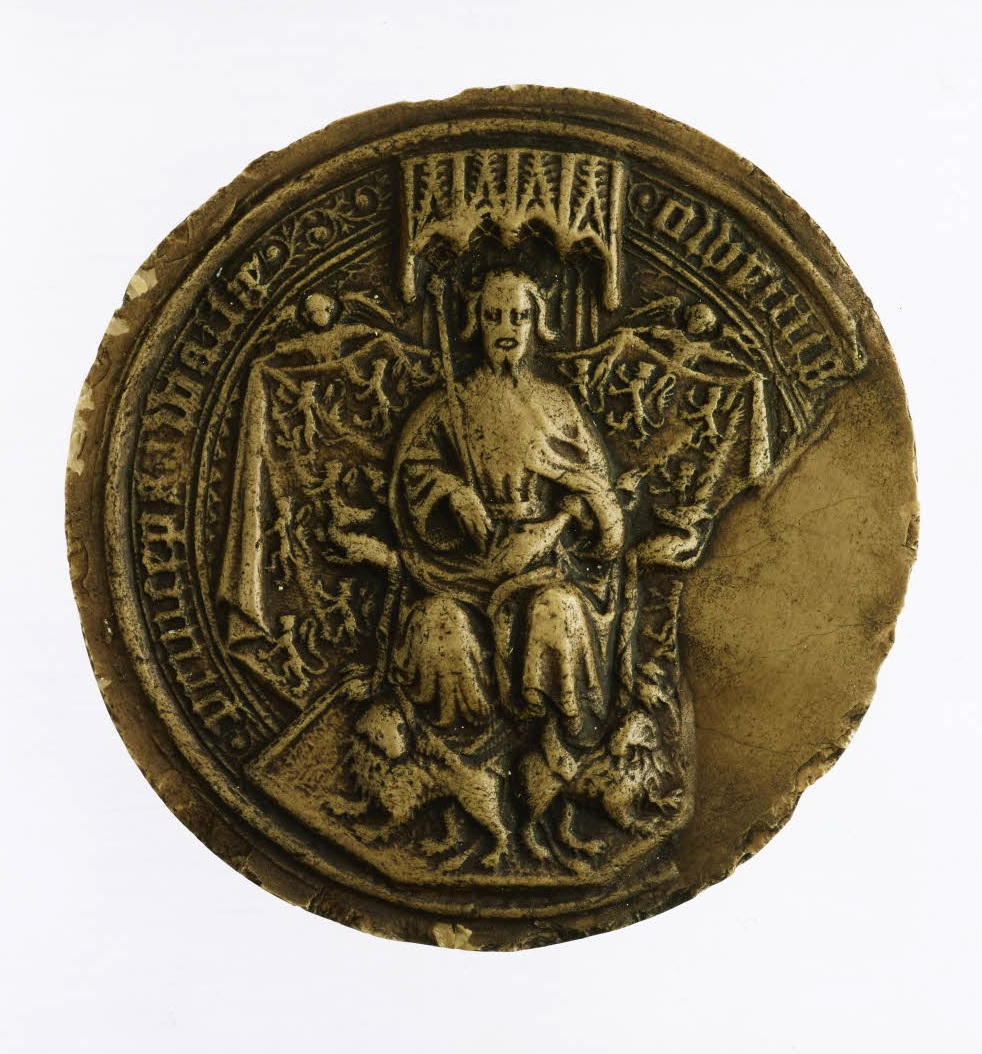
El gran segell de Glyndŵr

L'aixecament va començar el 1400, quan Owain Glyndŵr, descendent de diverses dinasties reials gal·leses, va reclamar el títol de príncep de Gal·les després d'una disputa amb un veí senyor anglès. L'any 1404, després d'una sèrie d'èxits de setges al castell i de victòries al camp de batalla, Owain va ser coronat príncep de Gal·les en presència d'enviats escocesos, francesos, espanyols i bretons. Va convocar un parlament nacional, on va anunciar plans per reintroduir les lleis gal·leses tradicionals de Hywel Dda, establir una església gal·lesa independent i construir dues universitats. Owain també va formar una aliança amb Carles VI de França, i el 1405 un exèrcit francès va desembarcar a Gal·les per donar suport a la rebel·lió.
A principis de 1406, les forces d'Owain van patir derrotes a Grosmont i Usk, al sud-est de Gal·les. Malgrat els èxits inicials de la rebel·lió de 1400 a 1406, els gal·lesos van quedar molt superats en nombre i la població gal·lesa cada cop més esgotada per un bloqueig anglès combinat amb el saqueig i la violència dels exèrcits anglesos.
El 1407 els anglesos havien reconquistat Anglesey i gran part del sud de Gal·les. El 1408 es van apoderar del castell d'Aberystwyth, seguit del castell de Harlech el febrer de 1409, posant fi efectivament al domini territorial d'Owain, encara que el mateix Owain mai va ser capturat ni assassinat. Va ignorar dues ofertes d'indult del nou rei Enric V i la resistència gal·lesa va continuar en petites butxaques del país durant uns quants anys més utilitzant tàctiques de guerrilla. Owain va desaparèixer el 1415, quan es va registrar que havia mort. El seu fill, Maredudd ab Owain, va acceptar el perdó del rei Enric V el 1421, posant fi formalment a la rebel·lió.

## Rerefons

### La caiguda de Ricard II
A l'última dècada del segle XIV, Ricard II d'Anglaterra havia llançat un pla agosarat per consolidar el seu domini sobre el seu regne i trencar el poder dels magnats que amenaçaven constantment la seva autoritat. Com a part d'aquest pla, Richard va començar a traslladar la seva base de poder des del sud-est i Londres cap al comtat de Cheshire, i va augmentar sistemàticament el seu poder a la propera Gal·les. Gal·les va ser governada mitjançant un mosaic d'estats feudals semiautònoms, bisbats, comtats i territoris sota domini reial directe. Richard va eliminar els seus rivals i va prendre les seves terres o les va donar als seus favorits. En fer-ho, va aixecar tota una classe de gal·lesos per ocupar els nous llocs creats als seus nous feus. Per a aquestes persones, els últims anys del regnat de Ricard II van ser plens d'oportunitats. Per als magnats anglesos, era un signe més que Richard estava perillosament fora de control. 

### La disputa entre Owain Glyndŵr i de Gray
La revolta va començar com una discussió amb el veí anglès d'Owain Glyndŵr.   Els successius titulars del títol de Baró Gray de Ruthyn de Dyffryn Clwyd eren terratinents anglesos a Gal·les. Glyndŵr havia estat involucrat en una disputa de llarga durada amb ells.  Sembla que va apel·lar al Parlament (encara que no és clar) per resoldre el problema, i els tribunals sota el rei Ricard van trobar a favor seu. Reginald Grey, tercer baró Gray de Ruthyn, lleial al nou rei, sembla que va utilitzar la seva influència per anul·lar aquesta decisió. Owain Glyndŵr possiblement va haver rebutjat la seva apel·lació.  Una altra història és que de Gray va retenir deliberadament una convocatòria reial perquè Glyndŵr s'unís a la campanya escocesa del nou rei d'agost de 1400. Tècnicament, com a inquilí en cap del rei anglès, Glyndŵr es va veure obligat a proporcionar tropes, com ho havia fet en el passat.   En no respondre a la convocatòria oculta, sembla, potser sense voler-ho, haver incorregut en la ira d'Enric.

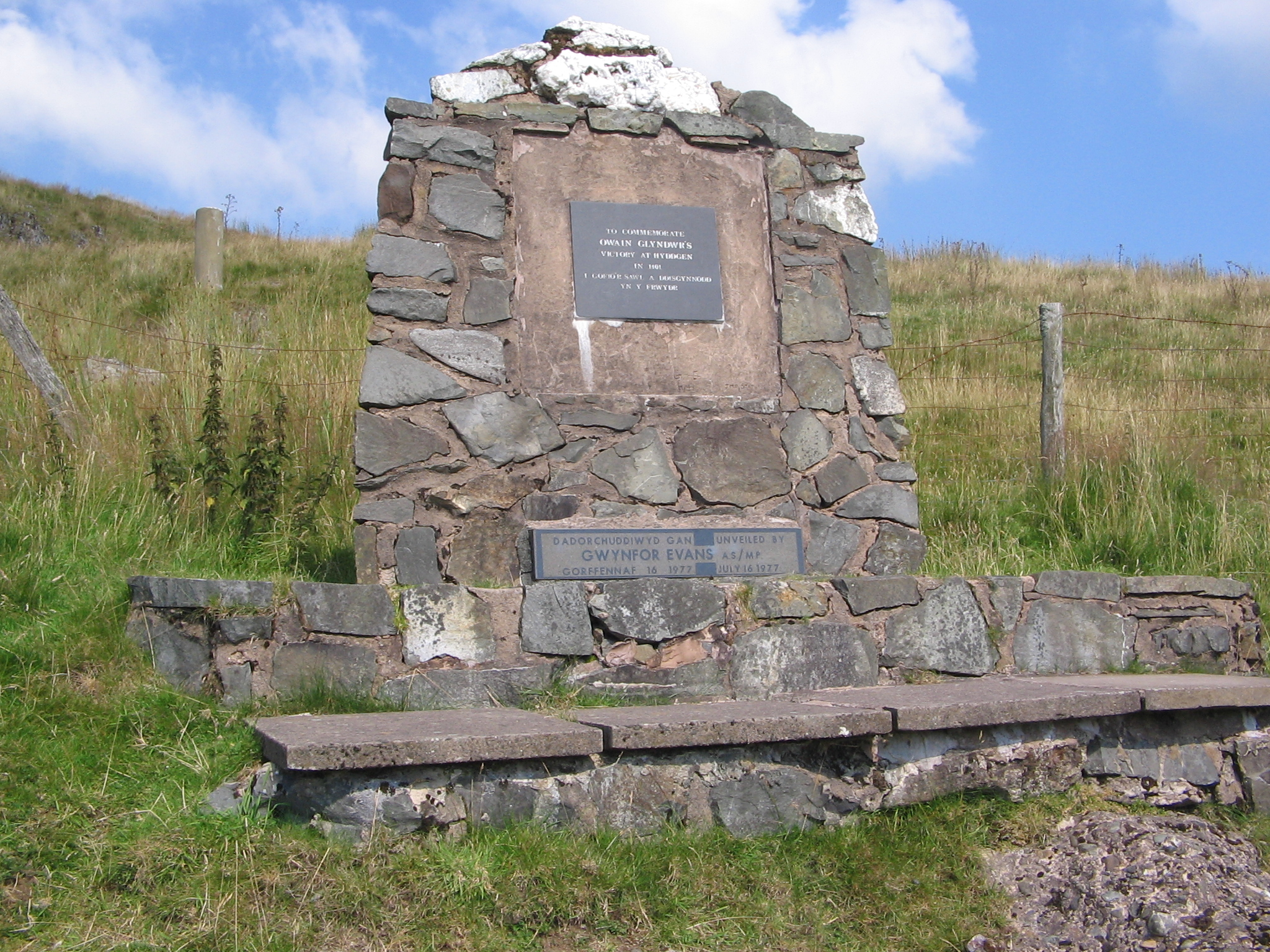
Memorial als assassinats de la batalla de Mynydd Hyddgen

## La revolta de Gal·les, 1400–15
El 16 de setembre de 1400, Owain va actuar i va ser proclamat príncep de Gal·les per una petita banda de seguidors que incloïa el seu fill gran, els seus cunyats i el degà de St Asaph.  Aquesta va ser una declaració revolucionària en si mateixa. Els homes d'Owain es van estendre ràpidament pel nord-est de Gal·les. El 18 de setembre, la ciutat de Ruthin i el bastió de De Grey del castell de Ruthin van ser atacats.  Denbigh, Rhuddlan, Flint, Hawarden i Holt van seguir ràpidament després. El 22 de setembre la ciutat d'Oswestry va ser molt danyada per l'atac d'Owain. El 23 de setembre, Owain es desplaçava cap al sud, atacant el castell de Powis i saquejant Welshpool. 
Més o menys a la mateixa època, els germans Tudur d'Anglesey van llançar una guerra de guerrilles contra els anglesos. Els Tudors de Penmynydd eren una família prominent d'Anglesey estretament associada amb el rei Ricard II. Gwilym ap Tudur i Rhys ap Tudur eren tots dos caps militars d'un contingent de soldats aixecat el 1396 per protegir el nord de Gal·les contra qualsevol invasió dels francesos. Es van unir al rei en la seva expedició militar a Irlanda el 1398. Quan Glyndŵr va anunciar la seva revolta, Rhys, Gwilym i el seu tercer germà, Maredudd ap Tudur, van jurar lleialtat obertament; eren els cosins de Glyndŵr per part de la seva mare. 
El rei Enric IV, de tornada d'envair Escòcia, va dirigir el seu exèrcit cap a Gal·les. El 26 de setembre estava a Shrewsbury preparat per envair Gal·les. En una campanya llamp, Henry va dirigir el seu exèrcit al nord de Gal·les. Va ser assetjat constantment pel mal temps i els atacs de la guerrilla gal·lesa.  Quan va arribar a Anglesey, va atacar l'illa, cremant pobles i monestirs, inclòs el convent de Llanfaes prop de Bangor, Gwynedd.  Aquest va ser l'enterrament històric de la família Tudor.  Rhys ap Tudur va dirigir una emboscada de les forces del rei en un lloc anomenat Rhos Fawr ('el Gran Moro').  Després d'estar compromesos, els anglesos van fugir a la seguretat del castell de Beaumaris.  El 15 d'octubre, Henry estava de tornada a Shrewsbury, on va alliberar alguns presoners, i dos dies després a Worcester amb poc a mostrar pels seus esforços. 

## Les conseqüències de la rebel·lió a Gal·les
El 1415, el domini anglès complet va ser retornat a Gal·les. Els principals rebels van ser morts, empresonats o empobrits amb multes massives. Amb prou feines una parròquia o família a Gal·les, anglesa o gal·lesa, no s'havia vist afectada d'alguna manera. El cost de la pèrdua de vides, la pèrdua de mitjans de subsistència i la destrucció física va ser enorme. Gal·les, ja un país pobre a la frontera d'Anglaterra, es va veure encara més empobrida pel saqueig, el bloqueig econòmic i les multes comunals. Els informes dels viatgers parlen de castells en ruïnes, com el castell de Montgomery i abadies com Strata Florida Abbey i Abbeycwmhir. L'herba creixia a les places del mercat de moltes ciutats com Oswestry i el comerç gal·lès gairebé s'havia aturat. La terra que abans havia estat productiva ara era un erm buit sense arrendataris per treballar la terra. Tan tard com el 1492, un oficial reial de les terres baixes de Glamorgan encara citava la devastació causada per la revolta com la raó per la qual no va poder lliurar els ingressos promesos al rei.
Moltes famílies destacades van quedar arruïnades. El 1411, John Hanmer va declarar la pobresa com la raó per la qual no podia pagar les multes que se li imposaven. Els Tudor ja no dominaven Anglesey i el nord-oest de Gal·les com ho havien fet al llarg del segle XIV. La família semblava acabada fins que el tercer germà Tudor, Maredudd, se'n va anar a Londres i els va establir un nou destí. Altres finalment es van rendir i van fer les paus amb el nou ordre. Henry Dwn que, amb francesos i bretons, havia assetjat el castell de Kidwelly el 1403 i el 1404 va fer la pau i va acceptar una multa. D'alguna manera va evitar pagar un cèntim. Durant molts anys després de la seva rendició i malgrat les proscripcions oficials, va protegir els rebels en fuga, va posar multes a 200 persones que no l'havien donat suport, va recórrer el comtat amb el seu seguici i fins i tot va planejar l'assassinat de la justícia del rei. No obstant això, el seu net va lluitar al costat d'Enric V el 1415 a la batalla d'Agincourt. Altres no podien encaixar en el nou ordre. Un nombre desconegut de partidaris d'Owain es van exiliar. Henry Gwyn ("Enric blanc") —hereu de la substancial senyoria de Llansteffan— va deixar Gal·les per sempre i havia de morir al servei de Carles VI de França enfrontant-se als seus antics camarades a la batalla d'Agincourt. Gruffydd Young va ser un altre exiliat permanent. El 1415 es trobava a París. Va viure 20 anys més sent primer bisbe de Ross a Escòcia i més tard bisbe titular d'Hipona al nord d'Àfrica.